# 류진 (정치인)
류진(1906년 8월 7일~1986년 12월 13일)은 대한민국의 정치인이다. 제5·6대 국회의원을 지냈다.

## 역대 선거 결과
|  | 25.99% |

|  | 20.1% |

|  | 3.6% |